# Pierre Gerlier
Pour les articles homonymes, voir Gerlier.
Pierre Gerlier, né à Versailles le 14 janvier 1880 et mort à Lyon le 17 janvier 1965, est un cardinal français, archevêque de Lyon de 1937 à 1965 et de ce fait, primat des Gaules.
Il a été reconnu, à titre posthume, Juste parmi les nations par l’État d’Israël.

## Vocation tardive
Il fut président de la Conférence Olivaint en 1903. Avocat au barreau de Paris, Pierre Gerlier défend gratuitement des syndicalistes.
À cette époque, il est aussi président de l'ACJF (1909-1913). Il préside plus tard l'Association amicale des secrétaires et anciens secrétaires de la conférence des avocats du barreau de Paris (1938-1945).
Il a une vocation tardive. Après ses études au séminaire d'Issy-les-Moulineaux, il sert comme officier dans l'armée française au cours de la Première Guerre mondiale, pendant laquelle il est blessé, capturé et interné en Suisse où il poursuit ses études à Fribourg. Ordonné prêtre en 1921, à 41 ans, il exerce son ministère à Paris, où il dirige les œuvres sociales de l'archevêché. Il est nommé évêque de Tarbes et de Lourdes en 1929, faisant partie des membres de l'Action catholique qui correspondent à la vision de Pie XI.

## Archevêque de Lyon et cardinal

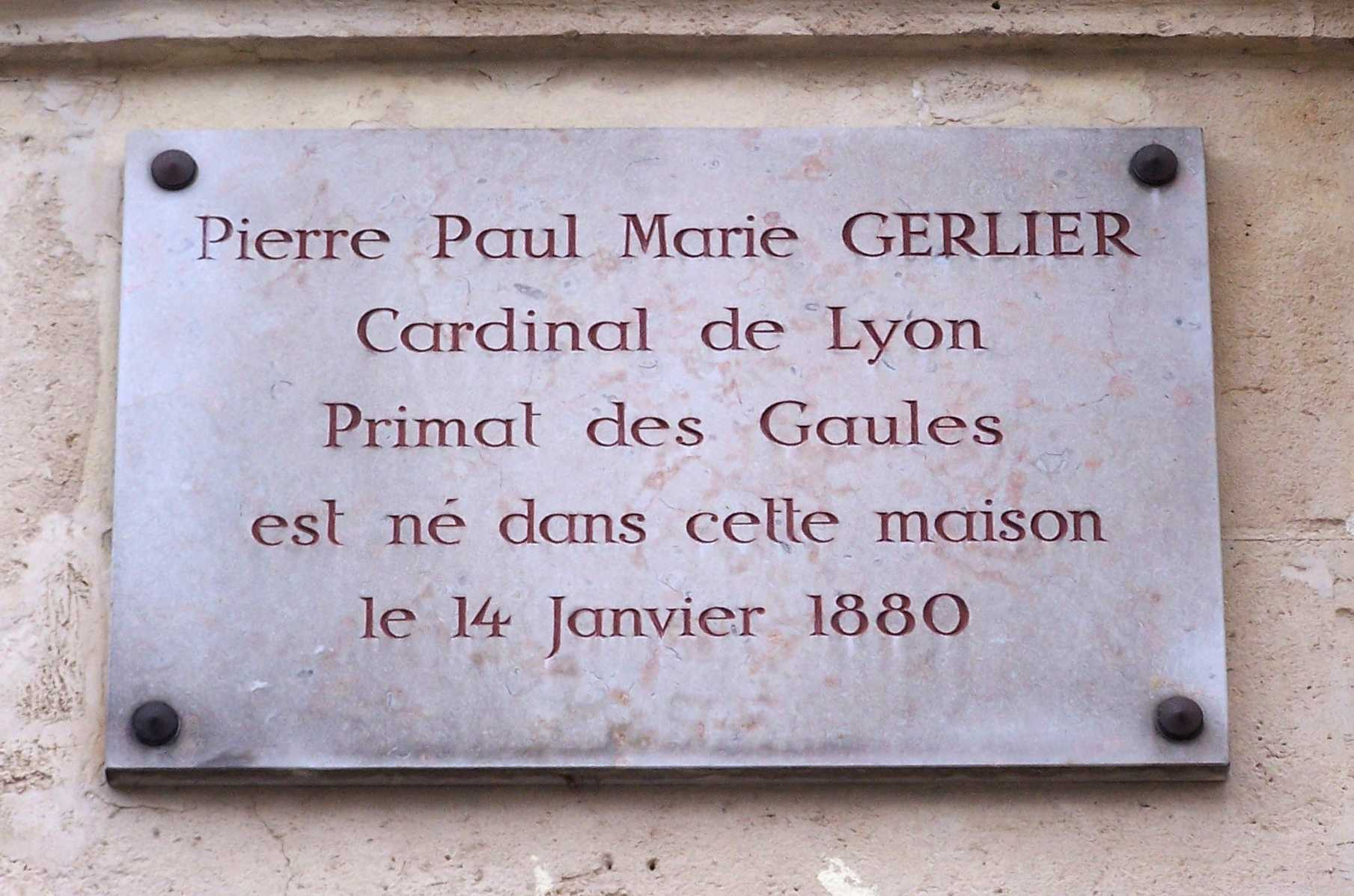
Plaque commémorative de la naissance du cardinal au 14 de la rue Carnot à Versailles.

Il est nommé archevêque de Lyon le 30 juillet 1937 et créé cardinal lors du consistoire du 13 décembre 1937 avec le titre de cardinal-prêtre de la Trinité-des-Monts. Dès lors, le diocèse assume la floraison d'initiatives du catholicisme social lyonnais. En 1940 le cardinal charge la Chronique sociale de coordonner les œuvres sociales du diocèse.
Selon Roger Darquenne, à cette époque « la ville de Lyon avec l'appui du cardinal Gerlier et de son Église était résolument pétainiste ». Le 19 novembre 1940, le cardinal Gerlier prononce, à la primatiale Saint-Jean de Lyon, en présence du maréchal Pétain une phrase qui lui sera plus tard reprochée : « Car Pétain, c'est la France et la France, aujourd'hui, c'est Pétain ! »,.
Le 5 septembre 1942, il publie, en tant que primat des Gaules, une lettre qui est lue dans toutes les paroisses de son diocèse et la plupart de celles de France. Tout en continuant de défendre le respect de l'ordre, le discours, influencé par les interventions du pasteur Marc Boegner, marque cependant une évolution importante en plaçant le devoir de conscience au-dessus de la loi humaine : « La Providence a donné à la France un Chef autour duquel nous sommes fiers de nous grouper » mais « Les droits de l'État ont des limites... ». Il organise des filières de sauvetage pour les Juifs en danger, et aide ceux qui œuvrent dans ce sens, comme l'abbé Glasberg et l'OSE pour ouvrir des centres de refuge et des colonies de vacances en zone libre. Il est aussi en lien avec Jacob Kaplan, grand-rabbin de France et Bel Hadj El Maafi, l'imam de Lyon, tous deux résistants.
Ses actions lui permettent de sortir indemne de l'affaire Finaly (1945-1953), où cependant, il a eu une grande responsabilité, en acceptant de couvrir notamment la congrégation Notre-Dame de Sion qui, avec le soutien direct du Vatican, a refusé pendant plusieurs années de rendre à leur famille deux enfants juifs pris sous l'aile catholique. La sincérité du cardinal Gerlier dans cette affaire où il apparaît, désireux d'aider a priori  la famille Finaly, est mise en doute à la suite de la découverte, au début des années 2000, de plusieurs documents compromettants dont une note du Vatican du 23 octobre 1946 remise au cardinal, à laquelle il obéira pendant des années, tout en tenant extérieurement le discours d'un prélat modéré et empathique,,,.

### Après guerre
Il lance à la Libération un vaste plan pour la construction de 50 églises nouvelles. En 1948, il participe, avec le grand-rabbin de Lyon, Salomon Poliakof et l'imam de Lyon, Bel Hadj El Maafi, à un pèlerinage sur le charnier du massacre de Bron, où 109 prisonniers, dont 72 Juifs, sont exécutés par les nazis.
En rapport avec l'évolution civile, il négocie à partir de juillet 1954 avec Alexandre Caillot et le diocèse de Grenoble, le rattachement au diocèse de Lyon de paroisses de l'Est lyonnais. Un accord est trouvé rapidement. Après l’envoi à Rome le 25 septembre de la supplique de rattachement, l'accord du Vatican, transmis par le nonce apostolique, est lu le 23 janvier 1955 dans tout l’archiprêtré de Villeurbanne, avant d'être publié. Sont ainsi rattachées au diocèse de Lyon douze paroisses de Villeurbanne, Saint-Fons, Vaulx-en-Velin, Vénissieux, Bron.
Le 17 décembre 1959, son ancien secrétaire Jean-Marie Villot est nommé son coadjuteur avec droit de succession, tandis que Marius Maziers est nommé évêque auxiliaire en résidence à Saint-Étienne, en préfiguration du futur diocèse de Saint-Étienne.
Le cardinal Gerlier meurt le 17 janvier 1965 dans sa résidence de Fourvière, âgé de 85 ans.
La médaille de Juste parmi les nations de Yad Vashem lui est décernée à titre posthume le 15 juillet 1980.

## Succession apostolique
Pierre Gerlier a ordonné les évêques suivants :
- Évêque Jean-Joseph Pays (1932)
- Évêque Étienne Bornet (1938)
- Évêque Alfred-Jean-Félix Ancel, Ist. del Prado (1947)
- Évêque Jean Duperray (1948)
- Évêque René-Fernand-Bernardin Collin, O.F.M. (1949)
- Évêque Noël Laurent Boucheix, S.M.A. (1953)
- Archevêque Claude Marie Joseph Dupuy (1955)
- Évêque Dieudonné Yougbaré (1956)
- Archevêque Émile André Jean-Marie Maury (1958)
- Évêque Michel-Louis Vial (1961)
- Évêque André-Jean-Marie Charles de la Brousse (1962)
- Évêque Jean-Paul-Marie Vincent (1964)